# Rejon digorski
Rejon digorski (ros. Дигорский район) – rejon w należącej do Rosji północnokaukaskiej republice Północnej Osetii-Alanii.
Rejon digorski leży w zachodniej części republiki. Jego ośrodkiem administracyjnym jest miasto Digora. 

## Powierzchnia i ludność
Rejon ma powierzchnię 640 km²; zamieszkuje go ok. 20,4 tys. osób (2005 r.), z czego ponad połowa (11,4 tys.) w stolicy rejonu – Digorze, będącej jedynym miastem na obszarze tej jednostki podziału administracyjnego.
Gęstość zaludnienia w rejonie wynosi 31,9 os./km².
Zdecydowaną większość populacji stanowią Osetyjczycy; istnieje także niezbyt liczna mniejszość rosyjska.